# Netlink
Netlink est une famille de sockets des interfaces du noyau Linux utilisé pour les communications interprocessus, entre les processus du noyau et ceux en espace utilisateur ou entre différents processus en espace utilisateur. Leur fonctionnement est similaire aux sockets Unix, et comme dans le cas des sockets internet, les communications Netlink ne peuvent traverser les frontières des hôtes. Bien que le socket Unix utilise l’espace de nom du système de fichier, les processus netlink sont accédés par les identifiants de processus (PID).
La bibliothèque libnl fournit l’API de communication de l’espace utilisateur avec Netlink.